# Gaz à effet de serre
Pour les articles homonymes, voir GES.
Les gaz à effet de serre (GES) sont des composants gazeux qui absorbent le rayonnement infrarouge émis par la surface terrestre et contribuent ainsi à l'effet de serre. L'augmentation de leur concentration dans l'atmosphère terrestre est l'un des facteurs à l'origine du changement climatique.

L'effet du rayonnement solaire sur la surface de la Terre amplifié par les gaz à effet de serre.

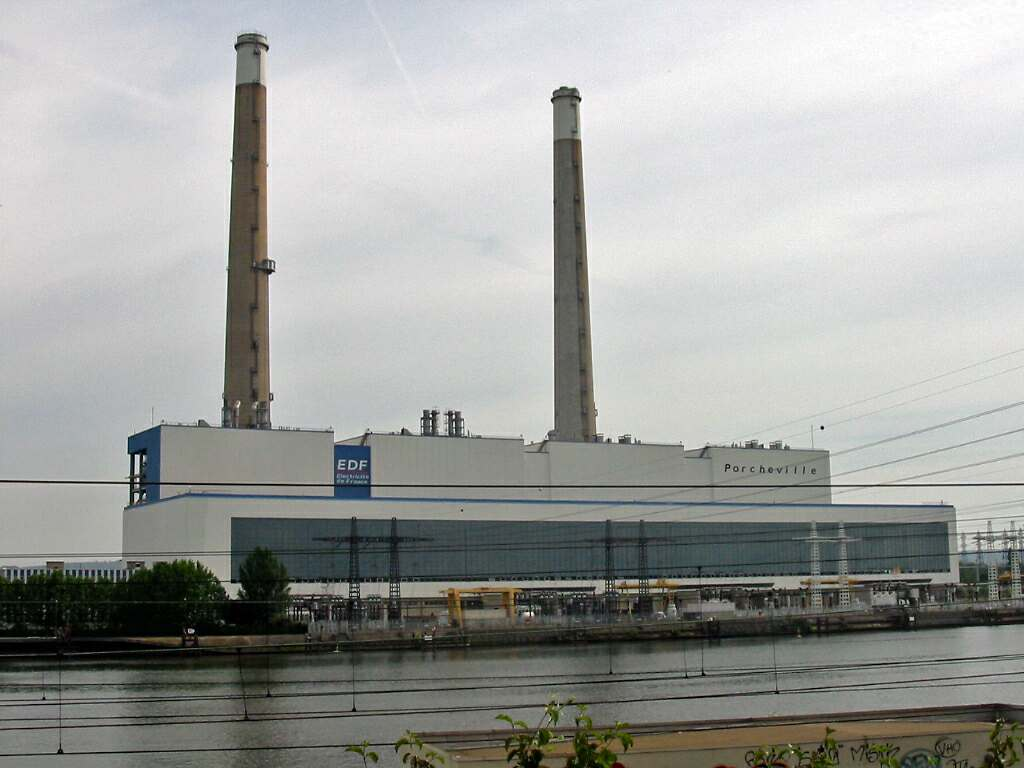
Les centrales thermiques à flamme émettent 35 % des gaz à effet de serre d'origine humaine (ici la centrale thermique de Porcheville, Yvelines, fermée depuis le 1 mai 2017).

## Effet de serre
L'atmosphère terrestre laisse passer la majeure partie du rayonnement solaire (environ 70 %) et, sous l'effet des gaz à effet de serre, retient une partie du rayonnement infrarouge réémis par le sol. La différence entre la puissance reçue du Soleil et la puissance émise sous forme de rayonnement est appelée forçage radiatif.
La transparence de l'atmosphère dans le spectre visible permet en effet au rayonnement solaire d'atteindre le sol. L'énergie ainsi apportée s'y transforme en chaleur. De plus, comme tout corps chaud, la surface de la Terre rayonne sa chaleur, dans l'infrarouge. Les GES et les nuages (constitués de glace ou d'eau liquide) étant opaques aux rayons infrarouges, ils absorbent ces rayonnements. Ce faisant, ils emprisonnent l'énergie thermique près de la surface du globe, où elle réchauffe l'atmosphère basse.
L'effet de serre naturel est principalement dû à la vapeur d'eau (pour 0,3 % en volume, soit 55 % de l'effet de serre) et aux nuages (17 % de l'effet de serre), soit environ 72 % dus à H2O et 28 % restants dus essentiellement au CO2. Il a porté la température moyenne à la surface de la Terre à +15 °C. Sans ce processus naturel, la température moyenne sur la surface du globe serait de −18 °C,, ce qui aurait radicalement changé son évolution.
Selon Sandrine Anquetin, du Laboratoire d’étude des transferts en hydrologie et environnement (LTHE) de Grenoble, les scientifiques observent et anticipent une intensification mondiale du cycle de l'eau. Le réchauffement mondial moyen accroît l'évaporation de l’eau, donc l'humidité dans l’atmosphère. Plus l’atmosphère se réchauffe, plus elle stocke et transporte l’humidité. Il convient désormais de comprendre et d’anticiper la déclinaison du cycle de l'eau à l’échelle régionale.

## Principaux gaz à effet de serre
Les principaux gaz à effet de serre (GES) naturellement présents dans l'atmosphère sont :
- la vapeur d'eau, sur laquelle les activités humaines n'ont que très peu d'influence directe mais qui contribue à l'effet de serre à hauteur de 60 %[7],[8]. Les nuages contribuent aussi à l'effet de serre, mais l'importance de leur contribution, estimée par le Groupe d'experts intergouvernemental sur l'évolution du climat (GIEC) à 10 %, est encore débattue[9]. Le changement climatique accentue l’évaporation de l'eau, ce qui modifie les équilibres du cycle de l'eau vers une augmentation de la quantité moyenne de vapeur dans l'atmosphère, renforçant ainsi son effet de serre, donc le réchauffement climatique lui-même : c'est une rétroaction climatique positive. La rétroaction des nuages (eau liquide atmosphérique) est plus discutée : son caractère positif ou négatif est lié à l'altitude des nuages formés ;
- le dioxyde de carbone (CO2), responsable de près de 65 % de l'effet de serre anthropique, c'est-à-dire dû aux activités humaines[3]. Sa concentration a augmenté de 47 % depuis 1750[10] : le CO2 est le principal gaz contributeur à l'augmentation actuelle de l'effet de serre terrestre[n 3] ;
- le méthane (CH4), qui est responsable de 17 % de l'effet de serre anthropique[11] du fait de son potentiel de réchauffement global élevé, égal à 34 fois celui du CO2 à cent ans (en prenant en compte les rétroactions climatiques[12]), mais qui persiste moins de dix ans dans l'atmosphère[13]. En 2020, les deux tiers des émissions mondiales de méthane sont d'origine anthropique[14] ;
- le protoxyde d'azote (N2O)[15] ;
- l'ozone troposphérique (O3)[16].

Les gaz à effet de serre industriels comprennent aussi des halocarbures comme :
- les hydrochlorofluorocarbures, comme le HCFC-22 (un fréon) ;
- les chlorofluorocarbures (CFC) ;
- les hydrofluorocarbures (HFC) ;
- le tétrafluorure de carbone (CF4) ;
- l'hexafluorure de soufre (SF6) et le pentafluorure de soufre trifluorométhyle (CF3-SF5) ;
- les fluorocarbures et les perfluorocarbures.

Mesure du atmosphérique par l'observatoire de Mauna Loa à Hawaï.

## Émissions dues aux activités humaines

Émissions de carbone fossile par sources depuis 1800.

Les concentrations en GES dans l'atmosphère terrestre augmentent fortement depuis le XIXe siècle pour des raisons essentiellement anthropiques, avec un nouveau record en 2012 selon l'Organisation météorologique mondiale (OMM). Depuis 1991, selon les estimations de l'Agence internationale de l'énergie, les émissions de gaz à effet de serre du secteur énergétique (toutes sauf celles liées à l'agriculture ou aux incendies, soit 80 % des émissions) ont toujours augmenté d'une année sur l'autre, à l'exception de 1992, 1993, 2016 et 2019 (stagnation) et des baisses en 2009 (−1,4 %) et 2015 (−0,3 %).
En 2017, la répartition des émissions atmosphériques de GES dans l'Union européenne s’établissait à : dioxyde de carbone (CO2) 81 %, méthane (CH4) 11 %, protoxyde d'azote (N2O) 5 % et hydrofluorocarbures 2 %.

### Par secteur

#### Statistiques du GIEC
| IndustrieIndustrie (i)TransportsTransports (i)BâtimentBâtiment (i)AFATAFAT (i)Autres énergiesAutres énergies (i)IndustrieIndustrie (i)TransportsTransports (i)BâtimentBâtiment (i)AFATAFAT (i)Autres énergiesAutres énergies (i)Émissions de gaz à effet de serre par secteur Répartition de l’ensemble des émissions anthropiques de GES en 2010 entre les secteurs économiques. La couronne montre les parts (en pourcentage des émissions anthropiques totales de GES) des émissions directes de GES attribuées en 2010 à cinq secteurs économiques. - (i) indique la répartition des émissions indirectes de CO2 découlant de la production d'électricité et de chaleur entre les secteurs qui consomment l'énergie finale. - La part attribuée aux « autres énergies » correspond à toutes les sources d’émissions de GES dans le secteur de l’énergie, autres que la production d’électricité et de chaleur. - L’AFAT (agriculture, foresterie et autres affectations des terres) correspond aux émissions de CO2 d’origine terrestre, provoquées par la déforestation, les feux de forêt et de tourbière, ainsi que par la décomposition dans les tourbières, les rizières, etc. ; elles se rapprochent des flux nets de CO2 attribués à la FAT (foresterie et autres affectations des terres). |

Le protocole de Kyoto, qui s'était donné comme objectif de stabiliser puis de réduire les émissions de GES afin de limiter le changement climatique, ne l'a pas tenu. Induites par les activités humaines, les émissions anthropiques directes de gaz à effet de serre proviennent principalement, selon le cinquième rapport d'évaluation du GIEC publié en 2014, des secteurs économiques suivants, :
- énergie (production d'électricité et de chauffage fournis par les centrales électriques à combustibles fossiles) : 35 % ;
- agriculture (minéralisation du sol, production de méthane due à la culture du riz et à la fermentation entérique des ruminants) et exploitation forestière (déforestation, incendies volontaires de forêt et brûlis de cultures) : 24 % ;
- industrie (lourde et manufacturière) : 21 % ;
- transports (marchandises, personnes) : 14 % ;
- bâtiment (construction, entretien, électricité et chauffage des bâtiments résidentiels et non résidentiels) : 6 %.

#### Émissions dues au numérique
Bien que le numérique (au sens des technologies de l'information et de la communication) ait tendance à être considéré comme « virtuel » ou « immatériel », son empreinte carbone est loin d'être négligeable, en raison de la forte consommation énergétique qu'il implique. Ainsi, il correspondrait à 3,7 % des émissions mondiales de gaz à effet de serre en 2018 selon The Shift Project et à 3,8 % en 2019 selon GreenIT.fr. Selon The Shift Project, cette part connaît une très forte croissance qui devrait se poursuivre, notamment en raison de la multiplication des objets connectés et du développement de la vidéo en ligne (streaming), qui représente à elle seule 1 % des émissions. Ce phénomène amène l'association à appeler à une posture de sobriété numérique.

### Par usage
L'accroissement des émissions des principaux gaz à effet de serre est essentiellement dû à certaines activités humaines.

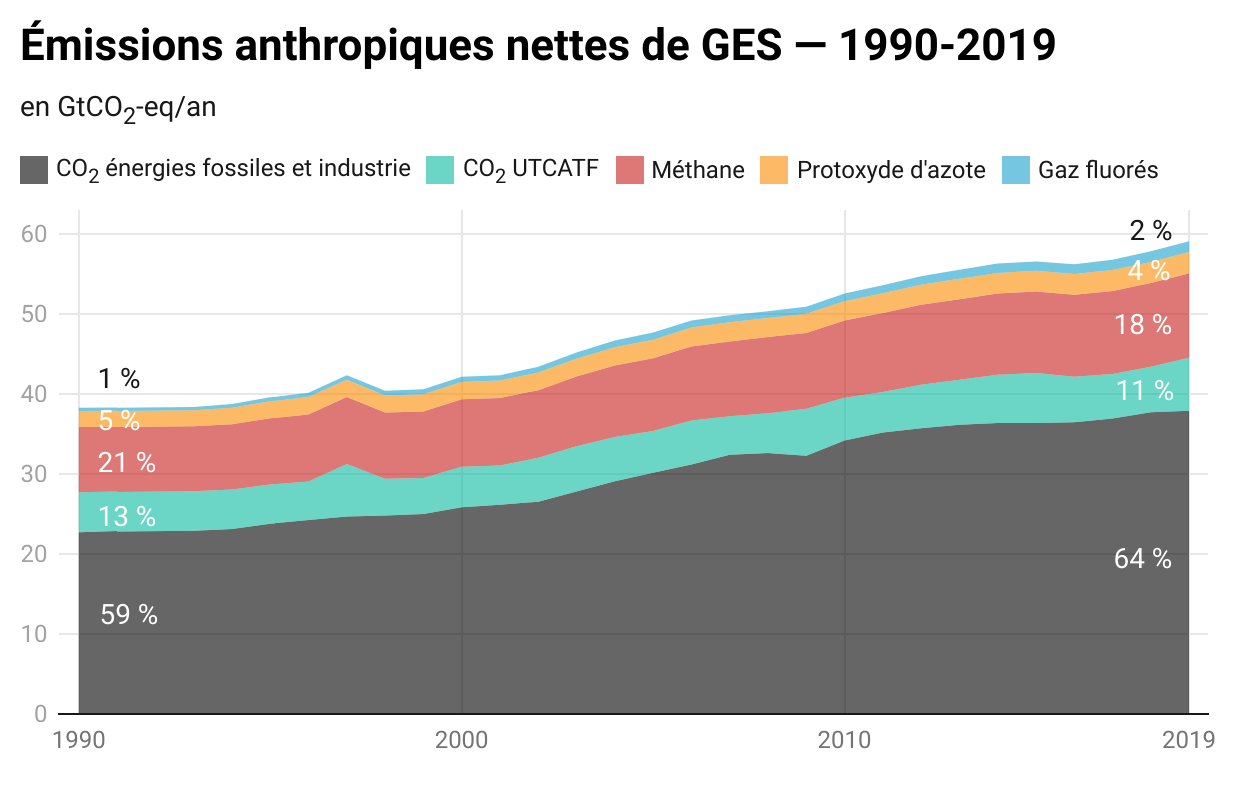
Données issues du sixième rapport d'évaluation du GIEC. Les émissions sont ventilées par GES : issu de la combustion des énergies fossiles et des procédés industriels ; issu de l'utilisation des terres, du changement d'affectation des terres et de la foresterie (UTCATF) ; méthane ; protoxyde d'azote ; gaz fluorés.

#### Utilisation de combustibles fossiles

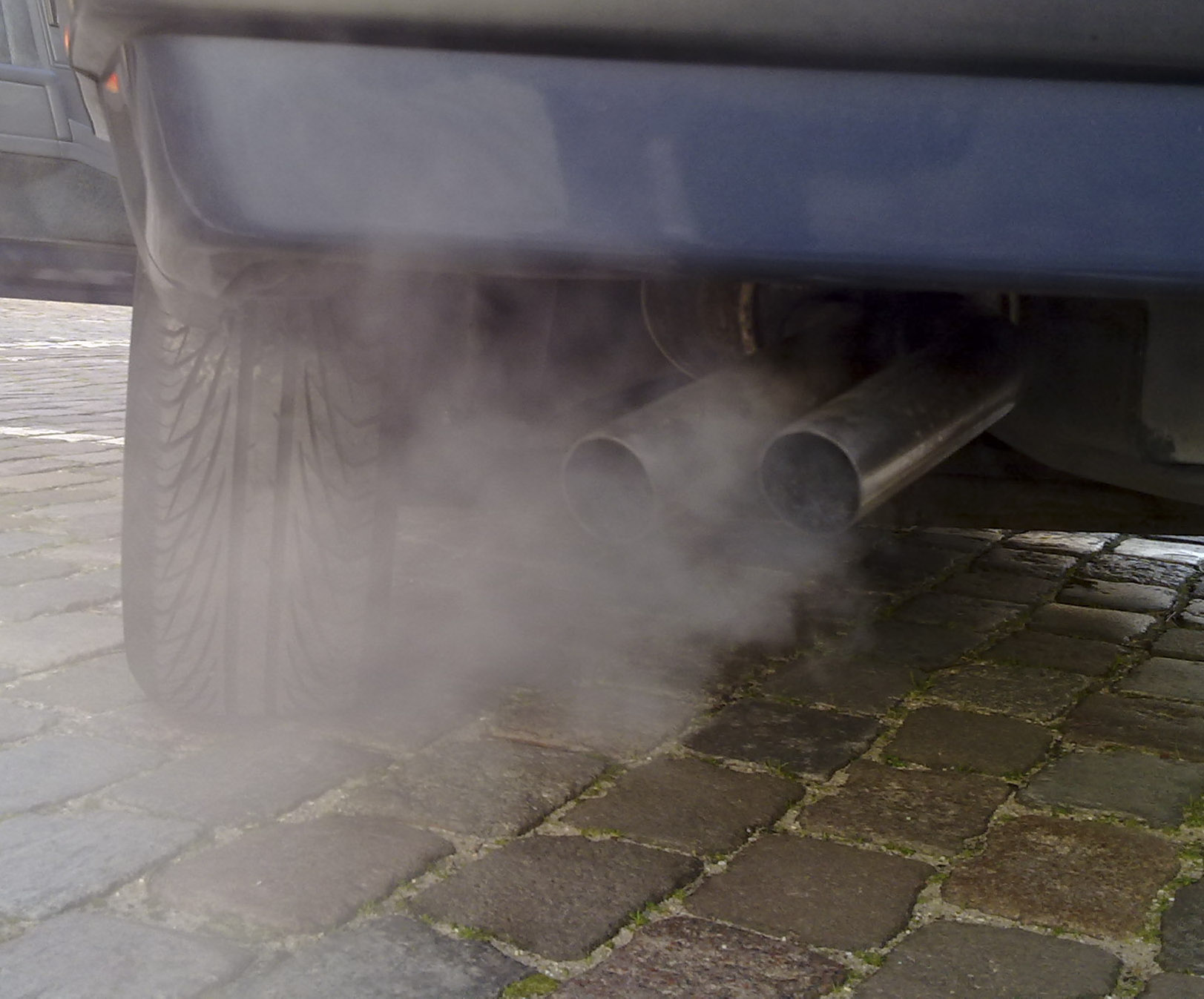
Gaz d'échappement d'une automobile.

Les combustibles fossiles sont principalement le charbon, le pétrole et le gaz. Leur combustion a libéré, dans l'atmosphère, depuis deux siècles, de très importantes quantités de dioxyde de carbone (CO2) provenant du carbone accumulé dans le sous-sol depuis le Paléozoïque. L'augmentation de concentration atmosphérique de CO2 qui en résulte est le principal facteur de l'augmentation de température moyenne de l'atmosphère, induisant le changement climatique.
En 2007, le Groupe d'experts intergouvernemental sur l'évolution du climat (GIEC) indique ainsi que les activités humaines sont les principales responsables de ce changement climatique avec un degré de confiance très élevé (soit une probabilité d'environ 90 %).
En 2014, le groupe de travail 3 du GIEC publie un tableau présentant les émissions de gaz à effet de serre par source d'énergie électrique.

#### Déforestation et combustion de bois
Une forêt mature est un réservoir important de carbone. La disparition de surfaces de forêts toujours plus grandes au profit de cultures ou de pâturages (emmagasinant une quantité moindre de matière organique) libère du CO2 dans l'atmosphère, surtout quand la déforestation se fait par brûlis[réf. nécessaire]. En effet, la pousse de jeunes arbres ne peut plus absorber autant de carbone qu'en génère la dégradation des arbres morts ou brûlés remplacés par des cultures industrielles ou des pâturages. Si le bois exporté pour la construction permet de poursuivre le stockage du carbone, son utilisation en combustion (chauffage, séchage par exemple du tabac, etc.) émet également des gaz à effet de serre.

#### Occupation des sols
Les sols sont des réservoirs majeurs de carbone, lequel peut être dissous, de façon variable selon l'usage du sol, en CO2. En France, l'ADEME estime ainsi que « les terres agricoles et la forêt occupent plus de 80 % du territoire national et séquestrent actuellement 4 à 5 GtC (soit entre 15 et 18 GtCO2) dont plus des deux tiers dans les sols. Toute variation positive ou négative de ce stock influe sur les émissions nationales de gaz à effet de serre (GES), estimées à 0,5 Gt CO2éq/an (valeur 2011) ». Selon certaines études, l'agriculture et la déforestation sont, à elles seules, responsables de la plus grande part des émissions de CO2 depuis le XIXe siècle. Pour cette raison, une décision du Conseil européen de 2013 préconise la prise en compte des changements d'affectation des sols et de leur utilisation dans le calcul des émissions de CO2 (sous le nom de règles UTCATF, pour utilisation des terres, changement d'affectation des terres et foresterie).

#### Élevage
L'élevage contribue au réchauffement climatique à hauteur de 14,5 % des émissions anthropiques mondiales de gaz à effet de serre en 2013,, part dont 44 % à 60 % sont dus au méthane, les autres composantes étant le N2O (25 %, issus principalement de la fertilisation azotée et des effluents d’élevage) et le CO2 (15 %, issus principalement de la consommation de carburant pour le fonctionnement de la ferme et la production d’intrants). L'élevage extensif émet 20 % de GES en moins que le système intensif, grâce au puits de carbone et à l'alimentation locale que représentent les surfaces herbagères. D'autres mesures d'atténuation, parfois déjà appliquées, sont une alimentation étudiée pour réduire la fermentation entérique, la mise en place d'usines de biogaz pour recycler le fumier et le recours à des méthodes de conservation des sols et de sylvopastoralisme.

#### Guerres
Après deux ans de guerre russo-ukrainienne, le groupe de recherche Initiative sur la comptabilisation des gaz à effet de serre dans les guerres (IGGAW) a estimé dans un rapport de février 2025 que ce conflit a émis 175 millions de tonnes d’équivalent-CO2 (tCO2e), soit autant que les Pays-Bas en un an, ou que 90 millions de voitures thermiques. Un tiers de ces gaz proviennent directement des activités militaires (fabrication d’explosifs, engins, munitions et utilisation massive de carburant, à lui seul responsable pour l'armée russe de 35 millions de tCO2e dans l’atmosphère ; un tiers provient de l'acier et du béton utilisés pour reconstruire les écoles, les maisons, les ponts, les usines, les barrages et les stations d’épuration endommagés ou détruits ; le dernier tiers est émis par le détournement des avions commerciaux, les frappes dégradant les infrastructures énergétiques, le déplacement de près de sept millions d’Ukrainiens et de Russes,.

#### Utilisation des CFC et HCFC
Remplacés par les hydrochlorofluorocarbures (HCFC), les chlorofluorocarbures (CFC) ont vu leur utilisation dans les systèmes de réfrigération et de climatisation fortement réglementée par le protocole de Montréal. Malgré cela, les rejets restent préoccupants. Par exemple, le HCFC le plus communément utilisé, le monochlorodifluorométhane ou HCFC-22, a un potentiel de réchauffement global (PRG) 1 800 fois plus élevé que le CO2. De plus, les CFC présents dans les systèmes de réfrigération et de refroidissement et dans les mousses isolantes déjà en place représentent des émissions potentielles si elles ne sont pas captées lors de la destruction des systèmes ou des immeubles concernés. Une étude publiée en mars 2020 dans Nature Communications évalue ces stocks sur vingt ans aux émissions des véhicules de tourisme aux États-Unis. Pour les chercheurs, la taille de ces stocks est telle que la gestion prudente de la déconstruction serait peu coûteuse en regard de leurs émissions. Ils mettent également en évidence une production illégale de CFC-113 et de CFC-11.

#### Émissions de protoxyde d'azote (N2O)
En augmentation constante, les émissions de protoxyde d'azote sont en grande partie issues de l'agriculture industrielle.

#### Émissions de méthane (CH4)
Les processus à l'origine du méthane, qui font encore l'objet d'études visant à mieux les identifier et les quantifier, sont à l'œuvre dans des sources ponctuelles ou diffuses de trois types : biogéniques, thermogéniques et pyrogéniques. Chacun de ces types comporte des émissions naturelles aussi bien que liées aux activités humaines.
Les émissions de méthane d'origine humaine représentent 50 à 60 % du total et proviennent en particulier des énergies fossiles, de l'élevage et des décharges. Des phénomènes naturels s'y ajoutent, comme le dégel du pergélisol, ou l'activité microbienne des zones inondées.
Ces émissions tendaient à se stabiliser en 2005-2007, mais sont à nouveau en forte hausse, après un record en 2012 (1,819 ppm, soit +260 % par rapport au niveau préindustriel), surtout à partir des zones tropicales. L'élevage, en plein développement,, est une des causes de l'augmentation de ce gaz à fort potentiel de réchauffement global (pour 37 % environ du total en 2006), les autres sources étant notamment l'extension des surfaces immergées (rizières[source insuffisante], marécages).

### Intensité des émissions
Pour le vocabulaire officiel de l’environnement, tel que défini par la Commission d'enrichissement de la langue française en 2019, l’« intensité des émissions de gaz à effet de serre » (en anglais « greenhouse gas intensity ») est : « [un] indicateur qui rapporte la quantité de gaz à effet de serre émis, mesurée par son équivalent en dioxyde de carbone, au produit intérieur brut » ; il est précisé que :
1. « L'intensité des émissions de gaz à effet de serre permet d'effectuer des comparaisons, notamment entre des pays ou des secteurs économiques » ;
2. « Bien que l'intensité des émissions de gaz à effet de serre ne concerne pas exclusivement le dioxyde de carbone, on parle fréquemment d'« intensité carbone » (en anglais : « carbone intensity »)[47]. »

## Émissions naturelles
- La biodégradation des végétaux est source de CO2 quand elle se fait en présence d'air et de méthane (CH4) quand elle est anaérobie, comme c'est le cas sur les surfaces inondées (estuaires, marais).
- Le volcanisme est également source de CO2. Le seul volcan de la Solfatare émet environ 1 500 tonnes de CO2 par jour.
- La respiration des êtres vivants : source de CO2 (partiellement ré-absorbée par la photosynthèse des plantes).
- Les rejets de méthane par les hommes et la plupart des animaux (fermentation entérique (80 %) et déjections (20 %) des ruminants[35]).
- Les hommes et les animaux rejettent également du protoxyde d'azote en respirant[48]. Ce rejet est accru par l'addition de nitrates à l'alimentation des animaux d'élevage, une mesure qui permet à l'inverse de réduire les émissions de méthane au cours de la digestion[49],[50].

## Potentiel de réchauffement global

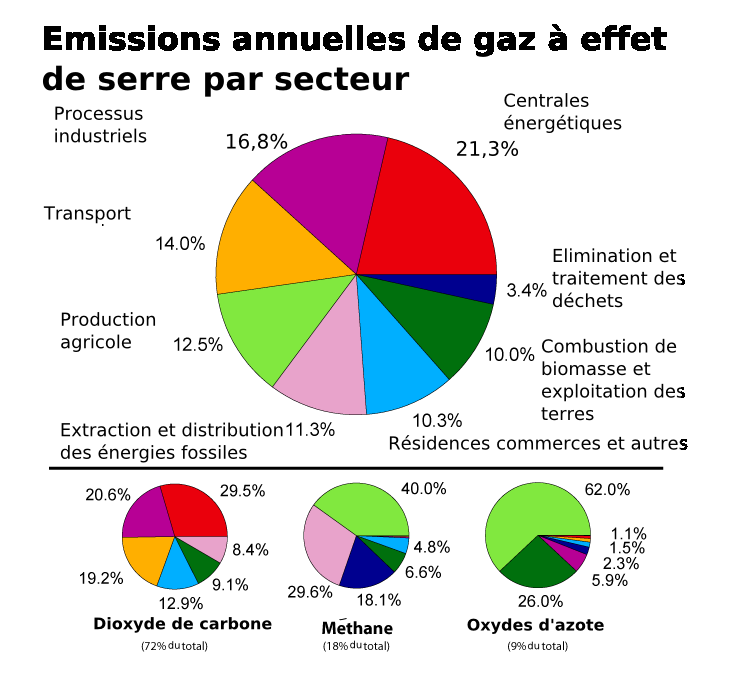
Données pour l'année 2000. Dans le premier graphique, les émissions sont pondérées par le potentiel de réchauffement global de chaque gaz et par leur proportion (soit 72 % de, 18 % de méthane, 9 % d'oxydes d'azote et 1 % d'autres gaz). Note : les émissions des avions et du transport maritime, et les « émissions grises » ne sont pas intégrées dans ce type de graphique.

Chaque gaz à effet de serre a un effet différent sur le changement climatique. Par exemple, sur une période de 100 ans, un kilogramme de méthane a un impact sur l'effet de serre 25 fois plus fort qu'un kilogramme de CO2. Ce facteur est le potentiel de réchauffement global (PRG), soit le pouvoir réchauffant d'un gaz, rapporté au pouvoir réchauffant de la même masse de dioxyde de carbone. Il permet de comparer l'influence de différents gaz à effet de serre sur le système climatique.
Le PRG vaut donc 1 pour le dioxyde de carbone, qui sert de référence. Il n'y a pas de PRG pour la vapeur d'eau, car son excès réside moins de deux semaines dans l'atmosphère, puis est éliminé par précipitation. L'augmentation de sa concentration à l'équilibre peut contribuer à l'effet de serre, mais il s'agit d'un effet de rétroaction lié à l'augmentation des températures ; l'émission directe de vapeur d'eau par les activités humaines n'est pas en cause.
| Gaz à effet de serre             | Formule | Concentration préindustrielle | Concentration actuelle | Durée de séjour moyenne (ans) | PRG à 100 ans |
| -------------------------------- | ------- | ----------------------------- | ---------------------- | ----------------------------- | ------------- |
| Vapeur d'eau                     | H2O     |                               |                        | ~0,02 (1-2 semaines)          | ns            |
| Dioxyde de carbone               | CO2     | 280 ppm                       | 412 ppm                | 100                           | 1             |
| Méthane                          | CH4     | 0,6 à 0,7 ppm                 | 1,8 ppm                | 12                            | 25            |
| Protoxyde d'azote                | N2O     | 0,270 ppm                     | 0,327 ppm              | 114                           | 298           |
| Dichlorodifluorométhane (CFC-12) | CCl2F2  | 0                             | 0,52 ppb               | 100                           | 10 900        |
| Chlorodifluorométhane (HCFC-22)  | CHClF2  | 0                             | 0,105 ppb              | 12                            | 1 810         |
| Tétrafluorure de carbone         | CF4     | 0                             | 0,070 ppb              | 50 000                        | 7 390         |
| Hexafluorure de soufre           | SF6     | 0                             | 0,008 ppb              | 3 200                         | 22 800        |

L'équivalent CO2 d'une masse de gaz est la masse de dioxyde de carbone qui provoquerait le même forçage radiatif que ce gaz, c'est-à-dire qui aurait la même capacité à retenir le rayonnement solaire. Le potentiel de réchauffement global (PRG) est donc l'équivalent CO2 d'un kilogramme du gaz à effet de serre considéré, soit :

équivalent CO2 = PRG × masse du gaz considéré
Enfin, l'équivalent carbone ne considère que la part de l'atome de carbone dans le CO2, à savoir 0,272 7 kg pour 1 kg de CO2. L'émission d'1 kg de CO2 vaut donc 0,272 7 kg d'équivalent carbone. Pour les autres gaz, l'équivalent carbone vaut :

équivalent carbone = PRG × masse du gaz considéré × 0,2727

## Durée de séjour
Hormis la vapeur d'eau, qui est évacuée en quelques jours[réf. nécessaire], les gaz à effet de serre mettent très longtemps à s'éliminer de l'atmosphère. Étant donné la complexité du système atmosphérique, il est difficile de préciser la durée exacte de leur séjour. Ainsi, si un tiers à la moitié du dioxyde de carbone CO2 émis est absorbé au cours des premières décennies, le rythme d'absorption ralentit toutefois substantiellement par la suite : au bout de 10 000 ans, de 10 à 25 % du surcroit initial de CO2 persistent dans l'atmosphère.
Les gaz à effet de serre peuvent être évacués de plusieurs manières :
- par une réaction chimique intervenant dans l'atmosphère : le méthane, par exemple, réagit avec les radicaux hydroxyle naturellement présents dans l'atmosphère pour créer du CO2 ;
- par une réaction chimique intervenant à l'interface entre l'atmosphère et la surface du globe : le CO2 est réduit par photosynthèse par les végétaux ou est dissous dans les océans pour former des ions bicarbonate et carbonate (le CO2 est chimiquement stable dans l'atmosphère) ;
- par des rayonnements : par exemple, les rayonnements électromagnétiques émis par le soleil et les rayonnements cosmiques « brisent » les molécules dans les couches supérieures de l'atmosphère. Une partie des halocarbures disparaissent de cette manière (ils sont généralement chimiquement inertes, donc stables lorsque introduits et mélangés dans l'atmosphère).

Voici quelques estimations de la durée de séjour des gaz, c'est-à-dire le temps nécessaire pour que leur concentration diminue de moitié.
| Gaz à effet de serre             | Formule | Durée de séjour (ans) | PRG à 100 ans |
| -------------------------------- | ------- | --------------------- | ------------- |
| Vapeur d'eau                     | H2O     | qq jours              | ns            |
| Dioxyde de carbone               | CO2     | 100                   | 1             |
| Méthane                          | CH4     | 12                    | 25            |
| Protoxyde d'azote                | N2O     | 114                   | 298           |
| Dichlorodifluorométhane (CFC-12) | CCl2F2  | 100                   | 10 900        |
| Chlorodifluorométhane (HCFC-22)  | CHClF2  | 12                    | 1 810         |
| Tétrafluorure de carbone         | CF4     | 50 000                | 7 390         |
| Hexafluorure de soufre           | SF6     | 3 200                 | 22 800        |

## Évolution des concentrations mondiales de GES
En 2007, le quatrième rapport d'évaluation du Groupe d'experts intergouvernemental sur l'évolution du climat (GIEC) estime qu'entre 1970 et 2004 les émissions de gaz à effet de serre dues aux activités humaines ont augmenté de 70 %.
L’Organisation météorologique mondiale (OMM) annonce le 30 octobre 2017 que les concentrations mondiales de gaz à effet de serre ont atteint de nouveaux records en 2016 :
- la teneur moyenne de l'atmosphère en dioxyde de carbone (CO2) était de 403,3 ppm (parties par million), soit 3,3 ppm de plus qu'en 2015 ; cette hausse est la plus forte augmentation interannuelle de la période 1984-2016 ; la teneur de 2016 représente 145 % du niveau préindustriel (278 ppm en 1750) ;
- le méthane (CH4), 2e GES persistant par son abondance, dont 60 % des émissions sont d'origine humaine, atteint un nouveau record en 2016 à 1 853 ppb (parties par milliard), soit 257 % du niveau préindustriel ; après une période de stabilisation, sa teneur augmente à nouveau depuis 2007 ;
- le protoxyde d'azote (N2O) atteint 328,9 ppb, soit 9 ppb de plus qu’en 2015 et 122 % du niveau préindustriel ;
- globalement, le forçage radiatif de l'atmosphère par les gaz à effet de serre s'est accru de 40 % entre 1990 et 2016 ; le dioxyde de carbone est responsable d'environ 80 % de cette progression ;
- l'océan absorbe 26 % des émissions anthropiques de CO2, limitant l'accroissement du CO2 atmosphérique causé par l'exploitation des combustibles fossiles, mais l'absorption de quantités accrues de ce gaz (4 kg par jour et par personne) par les mers modifie le cycle des carbonates marins et entraîne une acidification de l'eau de mer. Le rythme actuel d'acidification des océans semble sans précédent depuis au moins 300 millions d'années ; cette acidification a une influence néfaste sur la calcification chez beaucoup d'organismes marins et tend à réduire leur taux de survie et altérer leurs fonctions physiologiques et diminue la biodiversité.

L’Organisation météorologique mondiale annonce le 26 mai 2014 qu'en avril, pour la première fois, les concentrations mensuelles de CO2 dans l'atmosphère ont dépassé le seuil symbolique de 400 ppm dans tout l'hémisphère nord ; dans l'hémisphère sud, les concentrations sont de 393 à 396 ppm, du fait d'une densité de population et d'une activité économique moindres. La moyenne mondiale à l'époque préindustrielle était de 278 ppm.
En 2018, la teneur moyenne de l'atmosphère en CO2 a atteint le niveau de 407,8 ppm, dépassant de 147 % le niveau préindustriel de 1750. L'Organisation météorologique mondiale avertit qu'« aucun signe de ralentissement n'est visible malgré tous les engagements pris au titre de l'Accord de Paris sur le climat » et appelle les pays à traduire leurs « engagements en actes et revoir à la hausse [leurs] ambitions dans l'intérêt de l'humanité ».
L’Organisation météorologique mondiale annonce en octobre 2021, avant la COP26, que « au rythme où augmentent les concentrations de gaz à effet de serre, l'élévation des températures à la fin du siècle sera bien supérieure aux objectifs de l'accord de Paris ». En 2020, la concentration de CO2 se situait à 149 % des niveaux de 1750, celle de méthane à 262 % et celle de protoxyde d'azote à 123 %.

## Statistiques d'émissions

### Cycle du carbone
| sources et puits de carbone                    | flux de carbone émis vers l'atmosphère | flux de carbone extrait de l'atmosphère |
| ---------------------------------------------- | -------------------------------------- | --------------------------------------- |
| combustion de combustible fossile              | 4-5                                    |                                         |
| oxydation/érosion de matière organique du sol  | 61-62                                  |                                         |
| respiration des organismes de la biosphère     | 50                                     |                                         |
| déforestation                                  | 2                                      |                                         |
| absorption par les océans                      |                                        | 2,5                                     |
| incorporation à la biosphère par photosynthèse |                                        | 110                                     |
| Accroissement net du carbone atmosphérique     | +4,5-6,5                               |                                         |

Stocks de carbone : la biosphère contient 540 à 610 Gt de carbone ; le sol : 1 500 à 1 600 Gt ; les océans : 38 000 à 40 000 Gt, la lithosphère : 66 000 à 100 000 Gt, dont 4 000 à 5 000 Gt de combustibles fossiles ; l'atmosphère : 578 Gt en 1700, 766 Gt en 1999, croissance annuelle depuis : > 6 Gt/an.

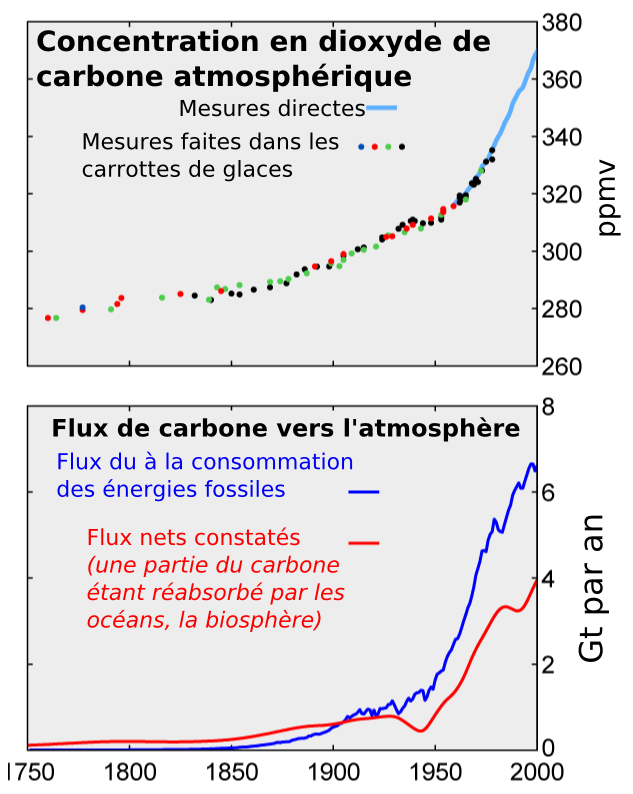
Évolution de la concentration en et flux de carbone vers l’atmosphère.

La progression et les fluctuations de la teneur en CO2 sont retracées quasiment en temps réel sur le site du Earth System Research Laboratory (ESRL).

### Émissions globales de gaz à effet de serre

#### Statistiques mondiales
La Convention-cadre des Nations unies sur les changements climatiques fournit sur son site Internet de nombreuses données sur les émissions territoriales des pays parties à ladite convention :
| Pays | 1990  | 2000  | 2010  | 2015  | var.2015 /1990 |
| --- | ----- | ----- | ----- | ----- | -------------- |
| États-Unis                                                                                                  | 6 363 | 7 214 | 6 925 | 6 587 | +3,5 %         |
| Union européenne à 28                                                                                       | 5 643 | 5 152 | 4 775 | 4 308 | −23,7 %        |
| Russie | 3 768 | 2 273 | 2 601 | 2 651 | −29,6 %        |
| Japon | 1 268 | 1 385 | 1 304 | 1 323 | +4,3 %         |
| Allemagne                                                                                                   | 1 251 | 1 043 | 942   | 902   | −27,9 %        |
| Canada | 611   | 738   | 701   | 722   | +18,1 %        |
| Australie                                                                                                   | 420   | 485   | 537   | 533   | +27,0 %        |
| Royaume-Uni                                                                                                 | 797   | 713   | 616   | 507   | −36,4 %        |
| Turquie | 214   | 296   | 407   | 475   | +122,0 %       |
| France | 550   | 556   | 517   | 464   | −15,7 %        |
| Italie | 520   | 553   | 505   | 433   | −16,7 %        |
| Pologne | 570   | 391   | 407   | 386   | −32,4 %        |
| Espagne | 288   | 386   | 357   | 336   | +16,6 %        |
| Ukraine | 962   | 427   | 413   | 323   | −66,4 %        |
| Pays-Bas | 221   | 219   | 214   | 195   | −11,6 %        |
| Belgique | 146   | 149   | 132   | 117   | −19,7 %        |
| Roumanie | 301   | 140   | 121   | 116   | −61,4 %        |
| Autriche | 79    | 81    | 85    | 79    | +0,1 %         |
| Suède | 72    | 69    | 65    | 54    | −25,1 %        |
| Suisse | 53    | 53    | 54    | 48    | −10,0 %        |
| * UTCATF = Utilisation des terres, changement d'affectation des terres et foresterie (en anglais : LULUCF). |       |       |       |       |                |

| Pays                                                                                  | année de base | année | point intermédiaire | année | dernière année | année | var.dern.année /année de base |
| ------------------------------------------------------------------------------------- | ------------- | ----- | ------------------- | ----- | -------------- | ----- | ----------------------------- |
| Chine                                                                                 | 4 058         | 1994  | 7 466               | 2005  | 11 896         | 2012  | +193 %                        |
| Inde                                                                                  | 1 214         | 1994  | 1 524               | 2000  | 2 101          | 2010  | +73 %                         |
| Brésil                                                                                | 551           | 1990  | 745                 | 2001  | 985            | 2012  | +79 %                         |
| Corée du Sud                                                                          | 295           | 1990  | 516                 | 2001  | 688            | 2012  | +134 %                        |
| Mexique                                                                               | 404           | 1990  | 514                 | 2002  | 638            | 2013  | +58 %                         |
| Indonésie                                                                             | 267           | 1990  | 319                 | 1993  | 554            | 2000  | +108 %                        |
| Iran                                                                                  | 385           | 1994  |                     |       | 484            | 2000  | +25 %                         |
| Afrique du Sud                                                                        | 347           | 1990  | 380                 | 1994  |                |       | +9 %                          |
| * UTCATF = Utilisation des terres, changement d'affectation des terres et foresterie. |               |       |                     |       |                |       |                               |

Après trois ans de relatif répit, les émissions mondiales de gaz à effet de serre devraient croître d'environ 2 % en 2017 par rapport à 2016 et atteindre le niveau record de 36,8 milliards de tonnes, selon les estimations établies par le Global Carbon Project, une plate-forme animée par des scientifiques issus du monde entier.
Au deuxième trimestre 2024, la Chine baisse ses émissions de CO2 de 1 % par rapport au trimestre précédent, grâce à une plus grande électrification des transports, à un développement des énergies renouvelables et nucléaire, et à une baisse d'activité du secteur du bâtiment,.

#### Statistiques européennes
Eurostat publie des statistiques destinées au suivi des engagements du protocole de Kyoto :
| Pays | 1990    | 1995    | 2000    | 2005    | 2010    | 2016    | % 2016 | 2016/1990 | tonnes (CO2éq)/habitant 2016 |
| --- | ------- | ------- | ------- | ------- | ------- | ------- | ------ | --------- | ---------------------------- |
| Total EU-28                                                                                                 | 5 719,6 | 5 386,7 | 5 277,7 | 5 351,2 | 4 909,1 | 4 440,8 | 100 %  | −22,4 %   | 8,7                          |
| Allemagne                                                                                                   | 1 263,7 | 1 138,3 | 1 064,3 | 1 016,0 | 967,0   | 935,8   | 21,1 % | −25,9 %   | 11,4                         |
| Royaume-Uni                                                                                                 | 812,1   | 769,6   | 743,4   | 728,1   | 643,7   | 516,8   | 11,6 % | −36,4 %   | 7,9                          |
| France | 555,1   | 552,1   | 565,3   | 568,6   | 527,7   | 475,4   | 10,7 % | −14,4 %   | 7,1                          |
| Italie | 522,7   | 538,5   | 562,5   | 589,4   | 512,9   | 438,2   | 9,9 %  | −16,2 %   | 7,2                          |
| Pologne | 467,9   | 438,9   | 390,4   | 398,6   | 407,4   | 397,8   | 9,0 %  | −15,0 %   | 10,5                         |
| Espagne | 292,5   | 334,0   | 395,2   | 450,6   | 368,3   | 340,5   | 7,7 %  | +19,4 %   | 7,3                          |
| Pays-Bas | 225,9   | 238,9   | 229,4   | 225,4   | 223,7   | 207,0   | 4,7 %  | −8,4 %    | 12,2                         |
| Tchéquie | 200,1   | 159,4   | 150,8   | 149,0   | 141,5   | 131,3   | 3,0 %  | −34,4 %   | 12,4                         |
| Belgique | 149,8   | 157,7   | 154,5   | 149,0   | 136,9   | 122,1   | 2,8 %  | −18,5 %   | 10,8                         |
| Roumanie | 247,5   | 181,1   | 141,2   | 148,2   | 122,7   | 113,4   | 2,6 %  | −54,2 %   | 5,8                          |
| Grèce | 105,6   | 111,8   | 128,9   | 138,9   | 121,0   | 94,7    | 2,1 %  | −10,3 %   | 8,8                          |
| pays voisins :                                                                                              |         |         |         |         |         |         |        |           |                              |
| Norvège | 52,3    | 51,7    | 55,5    | 56,0    | 56,4    | 54,7    |        | +4,6 %    | 10,5                         |
| Suisse | 56,7    | 56,0    | 57,1    | 58,3    | 58,5    | 53,5    |        | −5,6 %    | 6,4                          |
| * UTCATF = Utilisation des terres, changement d'affectation des terres et foresterie (en anglais : LULUCF). |         |         |         |         |         |         |        |           |                              |

Remarques :

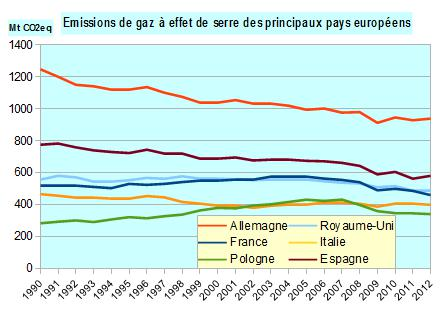
Évolution des émissions de gaz à effet de serre des principaux pays européens
Source données : Agence européenne pour l'environnement.

- les pays aux émissions de gaz à effet de serre les plus élevées par habitant utilisent des sources d'énergie à fortes émissions (en particulier pour la production d'électricité) :
  1. Lignite : Allemagne, Tchéquie,
  2. Tourbe : Irlande (13,5 t CO2éq/hab),
  3. Schiste bitumineux : Estonie (15,0 t CO2éq/hab),
  4. Charbon : Pologne ;
- la Belgique a des émissions particulièrement élevées du fait de la part importante de l'industrie dans son économie. Ce facteur joue aussi dans le cas de l'Allemagne, et a fortiori pour le Luxembourg : 19,8 t CO2éq/hab ;
- les Pays-Bas ont des émissions de méthane particulièrement élevées (9,2 % du total de leurs émissions de GES contre 2,6 % pour le total de l'Union européenne)[73] ; cela provient surtout de leurs gisements de gaz naturel (Groningue).

| Pays | 1990  | 2000  | 2010  | 2014  | 2015  | 2016  | % 2016 | 2016/1990 |
| --- | ----- | ----- | ----- | ----- | ----- | ----- | ------ | --------- |
| CO2* | 4 481 | 4 185 | 3 946 | 3 484 | 3 518 | 3 496 | 80,9 % | −22,0 %   |
| CO2 net** | 4 208 | 3 855 | 3 608 | 3 153 | 3 188 | 3 182 |        | −24,4 %   |
| CH4 | 730   | 611   | 493   | 461   | 461   | 457   | 10,6 % | −37,4 %   |
| N2O | 397   | 318   | 253   | 249   | 249   | 248   | 5,7 %  | −37,5 %   |
| HFC | 29    | 55    | 104   | 115   | 110   | 110   | 2,5 %  | +279 %    |
| PFC | 26    | 12    | 4     | 4     | 4     | 4     | 0,09 % | −85 %     |
| SF6 | 11    | 11    | 7     | 6     | 6     | 7     | 0,16 % | −36 %     |
| Total EU-28 net* | 5 407 | 4 864 | 4 469 | 3 988 | 4 019 | 4 009 |        | −25,9 %   |
| Total EU-28 brut** | 5 680 | 5 194 | 4 807 | 4 320 | 4 349 | 4 323 | 100 %  | −23,9 %   |
| Total EU-28 hors UTCATF*** | 5 657 | 5 169 | 4 785 | 4 298 | 4 327 | 4 300 |        | −24,0 %   |
| * émissions nettes de CO2 (émissions moins éliminations) ** émissions brutes de CO2 (sans les émissions UTCATF) *** UTCATF = Utilisation des terres, changement d'affectation des terres et foresterie. HFC = hydrofluorocarbones ; PFC = perfluorocarbones Source : Agence européenne pour l'environnement. |       |       |       |       |       |       |        |           |

| Pays | 1990  | 2000  | 2010  | 2014  | 2015  | 2016  | % 2016 | 2016/1990 |
| --- | ----- | ----- | ----- | ----- | ----- | ----- | ------ | --------- |
| Énergie | 4 355 | 4 022 | 3 800 | 3 339 | 3 375 | 3 352 | 78,0 % | −23,0 %   |
| Process industriels | 518   | 457   | 396   | 384   | 379   | 377   | 8,8 %  | −27,2 %   |
| Agriculture | 543   | 459   | 421   | 429   | 430   | 431   | 10,0 % | −20,6 %   |
| UTCATF* | −250  | −305  | −317  | −310  | −307  | −291  | −6,8 % | +16,4 %   |
| Déchets | 236   | 229   | 166   | 144   | 141   | 139   | 3,2 %  | −41 %     |
| émissions indirectes | 4     | 3     | 2     | 2     | 2     | 1     | 0,02 % | −75 %     |
| Total EU-28 net** | 5 407 | 4 864 | 4 469 | 3 988 | 4 019 | 4 009 |        | −25,9 %   |
| Total EU-28 hors UTCATF | 5 657 | 5 169 | 4 785 | 4 298 | 4 327 | 4 300 | 100 %  | −24,0 %   |
| * UTCATF = Utilisation des terres, changement d'affectation des terres et foresterie ** Émissions nettes de CO2 (émissions moins éliminations) Source : Agence européenne pour l'environnement. |       |       |       |       |       |       |        |           |

### Émissions deCO2dans le monde
| En millions de tonnes de CO2    | 1990   | % 1990 | 2014   | 2015   | % 2015 | % var. 2015/1990 |
| ------------------------------- | ------ | ------ | ------ | ------ | ------ | ---------------- |
| Amérique du Nord                | 5 743  | 25,5 % | 6 365  | 6 200  | 17,2 % | +8 %             |
| Canada                          | 557    | 2,5 %  | 705    | 684    | 1,9 %  | +23 %            |
| États-Unis                      | 5 008  | 22,2 % | 5 317  | 5 177  | 14,4 % | +3,4 %           |
| Amérique centrale et du sud     | 651    | 2,9 %  | 1 299  | 1 284  | 3,6 %  | +97 %            |
| Brésil                          | 221    | 1,0 %  | 506    | 486    | 1,3 %  | +120 %           |
| Europe et ex-URSS               | 8 448  | 37,5 % | 6 265  | 6 216  | 17,2 % | −26,4 %          |
| Russie                          | 2 395  | 10,6 % | 1 822  | 1 761  | 4,9 %  | −26,5 %          |
| Union européenne à 28           | 4 386  | 19,5 % | 3 424  | 3 470  | 9,6 %  | −20,9 %          |
| Allemagne                       | 1 021  | 4,5 %  | 773    | 778    | 2,2 %  | −23,8 %          |
| Espagne                         | 230    | 1,0 %  | 246    | 263    | 0,7 %  | +14,3 %          |
| France                          | 383    | 1,7 %  | 323    | 328    | 0,9 %  | −14,4 %          |
| Italie                          | 429    | 1,9 %  | 337    | 354    | 1,0 %  | −17,5 %          |
| Royaume-Uni                     | 581    | 2,6 %  | 415    | 399    | 1,1 %  | −31,3 %          |
| Pologne                         | 364    | 1,6 %  | 289    | 295    | 0,8 %  | −19 %            |
| Afrique sub-saharienne          | 530    | 2,4 %  | 942    | 942    | 2,6 %  | +78 %            |
| Moyen-Orient et Afrique du nord | 956    | 4,2 %  | 2 545  | 2 616  | 7,3 %  | +174 %           |
| Arabie saoudite                 | 168    | 0,7 %  | 487    | 506    | 1,4 %  | +201 %           |
| Asie                            | 5 248  | 23,3 % | 17 065 | 17 167 | 47,6 % | +227 %           |
| Chine                           | 2 357  | 10,5 % | 10 790 | 10 717 | 29,7 % | +355 %           |
| Corée du Sud                    | 270    | 1,2 %  | 612    | 610    | 1,7 %  | +126 %           |
| Inde                            | 663    | 2,9 %  | 2 349  | 2 469  | 6,8 %  | +272 %           |
| Japon                           | 1 162  | 5,2 %  | 1 285  | 1 257  | 3,5 %  | +8,2 %           |
| Océanie                         | 306    | 1,4 %  | 484    | 491    | 1,4 %  | +60,5 %          |
| Soutes internationales          | 626    | 2,8 %  | 1 119  | 1 145  | 3,2 %  | +83 %            |
| Monde                           | 22 058 | 100 %  | 36 084 | 36 062 | 100 %  | +60,2 %          |

Émissions annuelles totales de, par région du monde.

L'étude du Global carbon project, publiée le 21 septembre 2014, avant le sommet de l'ONU sur le climat, annonce que les émissions de CO2 devraient atteindre 37 milliards de tonnes en 2014 et 43,2 milliards en 2019 ; en 2013, elles avaient progressé de 2,3 % pour atteindre 36,1 milliards de tonnes. En 2013, un Chinois émet désormais davantage qu'un Européen, avec 7,2 t de CO2 par habitant contre 6,8 t dans l'Union européenne, mais un Américain émet 16,4 t de CO2 ; la progression de ces émissions est très rapide en Chine (+4,2 % en 2013) et en Inde (+ 5,1 %) alors qu'en Europe, elles reculent (−1,8 %). Le Global carbon project souligne que la trajectoire actuelle des émissions de gaz carbonique concorde avec le pire des scénarios évoqués par le GIEC, qui table sur une hausse de la température mondiale de 3,2 à 5,4 °C d'ici 2100.
Les émissions de CO2 liées à l'énergie ont enregistré un coup d'arrêt en 2014 ; c'est la première fois, depuis 40 ans que l'Agence internationale de l'énergie (AIE) établit ses statistiques d'émissions de CO2, que ces émissions cessent de croître dans un contexte de croissance économique (+3 %) ; elles avaient connu trois baisses : au début des années 1980, en 1992 et en 2009, toutes causées par un recul de l'activité économique. Le secteur de l'énergie a émis 32,3 gigatonnes de CO2 comme en 2013. L'AIE attribue les mérites de cette stabilisation pour l'essentiel à la Chine et aux pays de l'OCDE. En Chine, « l'année 2014 a été marquée par la croissance de la production électrique issue des énergies renouvelables, hydraulique, solaire, éolienne. L'électricité fournie par les centrales au charbon a moins compté », et la consommation a fortement ralenti. Les pays développés de l'OCDE sont parvenus à découpler la croissance de leurs émissions de gaz à effet de serre de celle de leur économie, grâce à leurs progrès dans l'efficacité énergétique et l'utilisation des énergies renouvelables,.
Les émissions de CO2 liées à l'énergie sont reparties à la hausse en 2017, après trois années de stagnation, selon l'Agence internationale de l'énergie, à 32,5 gigatonnes, soit +1,4 %. Cette augmentation résulte d'une robuste croissance économique mondiale (+3,7 %), de prix bas pour les combustibles fossiles et de moindre efforts réalisés en matière d'efficacité énergétique. Les émissions de CO2 de la plupart des grandes économies ont augmenté en 2017, mais elles ont reculé au Royaume-Uni, au Mexique, au Japon et aux États-Unis ; leur recul de 0,5 % aux États-Unis s'explique par le déploiement plus important d'énergies renouvelables, combiné à un déclin de la demande d'électricité. L'Asie est responsable des deux tiers de l'augmentation des émissions ; les émissions n'ont progressé que de 1,7 % en Chine malgré une croissance de près de 7 %, en raison du déploiement d'énergies renouvelables et du remplacement de charbon par du gaz. Dans l'Union européenne, les émissions ont progressé de 1,5 %, inversant les progrès réalisés ces dernières années, en raison d'un recours accru au pétrole et au gaz.
Dans l'Union européenne, la France est l'un des plus faibles émetteurs, par rapport à sa population, ce qui est dû à une très forte proportion de production d'électricité d'origine nucléaire et hydraulique.

### Responsabilité des émissions

Responsabilité des émissions de par habitant entre 1950 et 2000.

#### Selon les pays
La question de la répartition des responsabilités des émissions anthropiques a été un des points les plus épineux des négociations internationales sur le réchauffement climatique. Les pays émergents font valoir que le réchauffement climatique est causé pour l'essentiel par les gaz à effet de serre émis et accumulé dans l'atmosphère par les pays développés depuis la révolution industrielle et que les objectifs d'efforts de réduction des émissions devraient donc être répartis en fonction des émissions cumulées depuis le début de l'ère industrielle de chaque pays. Ce raisonnement a débouché sur le « principe des responsabilités communes mais différenciées » admis à partir de la Conférence des Nations unies sur l'environnement et le développement, à Rio, en 1992.
Le point de vue adopté le plus fréquemment (approche territoire) consiste à attribuer à chaque pays les émissions produites sur son territoire.
Deux autres points de vue peuvent être soutenus selon les responsables de ces émissions :
- les producteurs : une étude retraçant les émissions responsables du réchauffement climatique de 1854 à 2010 a mis en exergue la responsabilité de 90 entités productrices de combustibles fossiles et de ciment comme étant responsables des deux tiers des émissions mondiales de CO2 liées à l'énergie (un tiers par des entreprises privées, un tiers par des entreprises publiques, un tiers par les États)[82]. Cette présentation a surtout pour but de minorer la responsabilité des pays consommateurs en faisant porter une part majorée des responsabilités aux pays exportateurs de pétrole et de gaz (Arabie Saoudite, Russie, Iran, Irak, Émirats, Venezuela, etc.) et de charbon (Pologne, Australie, Indonésie, Colombie, etc.) ;
- les consommateurs (approche consommation) : une approche au niveau de la consommation finale et non au niveau de la production d'énergie, dénommée ECO2Climat, comptabilise l'ensemble des émissions de gaz à effet de serre générées par la consommation de produits et services des Français (y compris les services publics), par la construction et la consommation d’énergie de leur habitat ainsi que par leurs déplacements, que ces émissions aient lieu sur le territoire français ou qu'elles proviennent des importations (« émissions importées »). Cette méthode permet d'éliminer l'effet des échanges internationaux et des délocalisations, qui font baisser les émissions en France en les déplaçant à l'étranger. Avec cette approche, les émissions de GES par personne pour la consommation finale se sont élevées en 2012 à 10,1 tonnes équivalent CO2 en moyenne. De 2008 à 2012, l'empreinte carbone des Français ainsi calculée a augmenté de 1,3 % à 662 millions de tonnes de CO2éq ; la population française ayant augmenté de 2 % dans le même temps, les émissions par personne ont légèrement diminué, de 10,23 à 10,15 t CO2éq (−0,7 %)[83].

Avec la même approche, mais avec une méthodologie différente et une envergure mondiale, le Global Carbon Project fournit un atlas mondial du carbone qui présente les données suivantes :
| Pays | Approche territoriale Mt CO2 | Approche territoriale t CO2/personne | Approche consommation Mt CO2 | Approche consommation t CO2/personne |
| --- | ---------------------------- | ------------------------------------ | ---------------------------- | ------------------------------------ |
| Chine | 10 151                       | 7,3                                  | 8 392                        | 6,0                                  |
| États-Unis | 5 411                        | 17                                   | 5 886                        | 18                                   |
| Union européenne | 3 501                        | 6,9                                  | 4 315                        | 8,5                                  |
| Inde | 2 320                        | 1,8                                  | 2 171                        | 1,7                                  |
| Russie | 1 671                        | 12                                   | 1 338                        | 9,3                                  |
| Japon | 1 225                        | 9,6                                  | 1 451                        | 11                                   |
| Allemagne | 792                          | 9,7                                  | 902                          | 11                                   |
| Iran | 642                          | 8,1                                  | 525                          | 6,6                                  |
| Corée du Sud | 592                          | 12                                   | 662                          | 13                                   |
| Canada | 568                          | 16                                   | 584                          | 16                                   |
| Arabie saoudite | 524                          | 16,6                                 | 634                          | 20                                   |
| Brésil | 523                          | 2,5                                  | 550                          | 2,7                                  |
| Mexique | 477                          | 3,8                                  | 526                          | 4,2                                  |
| Indonésie | 469                          | 1,8                                  | 484                          | 1,9                                  |
| Afrique du Sud | 462                          | 8,3                                  | 371                          | 6,7                                  |
| Royaume-Uni | 416                          | 6,4                                  | 596                          | 9,1                                  |
| Australie | 402                          | 17                                   | 394                          | 17                                   |
| Turquie | 383                          | 4,9                                  | 436                          | 5,6                                  |
| Italie | 357                          | 6,0                                  | 480                          | 8,1                                  |
| France | 337                          | 5,2                                  | 458                          | 7,1                                  |
| Thaïlande | 323                          | 4,7                                  | 308                          | 4,5                                  |
| Pologne | 311                          | 8,1                                  | 301                          | 7,9                                  |
| Espagne | 272                          | 5,9                                  | 306                          | 6,6                                  |
| Taïwan | 262                          | 11                                   | 271                          | 12                                   |
| Malaisie | 249                          | 8,1                                  | 251                          | 8,2                                  |
| Kazakhstan | 230                          | 13                                   | 213                          | 12                                   |
| Ukraine | 223                          | 5,0                                  | 245                          | 5,5                                  |
| Argentine | 208                          | 4,8                                  | 210                          | 4,8                                  |
| Égypte | 207                          | 2,2                                  | 196                          | 2,1                                  |
| Monde | 36 019                       | 4,9                                  | 36 019                       | 4,9                                  |
| Approche territoriale : les émissions sont attribuées au pays sur le territoire duquel elles se produisent. Approche consommation : les émissions sont attribuées au pays où sont consommés les biens dont la production les a causées. |                              |                                      |                              |                                      |

Selon les données de l'Agence internationale de l'énergie, les émissions de CO2 liées à l'énergie atteignaient 32 316 Mt en 2016 contre 15 460 Mt en 1973, en progression de 109 % en 43 ans ; elles provenaient de la combustion de charbon pour 44,1 %, de pétrole pour 34,8 % et de gaz naturel pour 20,4 %. Depuis 2006, la Chine a dépassé les États-Unis pour les émissions de gaz à effet de serre, mais sa population est 4,3 fois plus nombreuse. Les émissions de CO2 de la Chine étaient en 2016 de 9 057 Mt contre 4 833 Mt pour les États-Unis, 2 077 Mt pour l’Inde et 1 439 Mt pour la Russie (approche territoire) ; elles sont passées de 5,7 % du total mondial en 1973 à 28,2 % en 2016 ; mais les émissions par habitant des États-Unis restent largement en tête avec 14,95 t/hab contre 9,97 t/hab pour la Russie, 6,57 t/hab pour la Chine, 1,57 t/hab pour l'Inde et 4,35 t/hab pour la moyenne mondiale.
Le sixième rapport d'évaluation du GIEC, paru en 2023, souligne que la répartition des émissions de GES dans le monde est très inégale sur le plan géographique, en particulier lorsqu'elles sont rapportées au nombre d'habitants, les habitants des pays les plus développés émettant davantage[Combien ?] de GES que ceux des pays les moins développés,. En 2020, l’ensemble des pays du G20 représente 75 % des émissions mondiales. S'agissant des émissions par habitant, en 2020, les États-Unis sont en tête (14 tonnes équivalent CO2 ou tCO2e/hab.), suivis par la Russie (13 tCO2e), la Chine (9,7 tCO2e), le Brésil et l’Indonésie (7,5 tCO2e), puis l'Union européenne à 27 (7,2 tCO2e). Alors que l'Inde est le 3e pays le plus émetteur en valeur absolue, son taux d’émissions de gaz à effet de serre par habitant est l’un des plus faibles (2,4 tCO2e) (données de 2020).
| - Part des émissions de GES par région, en 2019. - Émissions de GES par habitant et par région, en 2019. - Émissions anthropiques cumulées de CO2 par région pour la période 1850-2019. |

La responsabilité historique des émissions de CO2, principal facteur du réchauffement présent, est elle aussi très inégalement répartie entre les régions, la plus grande part revenant aux pays développés. S'agissant des seules émissions de CO2 dues à la combustion des énergies fossiles et aux industries, les pays développés en sont responsables pour 57 %, contre 0,4 % pour les pays les moins avancés et 0,5 % pour les petits États insulaires en développement,,,.

#### Selon les niveaux de revenus
En novembre 2015, Lucas Chancel et Thomas Piketty publient une étude intitulée Carbon and inequality : from Kyoto to Paris. Elle estime notamment que, « dans un contexte de forte hausse des émissions globales depuis 1998 [...] le niveau d’inégalité mondiale d’émissions a diminué » et que 10 % des émetteurs mondiaux sont responsables de près de la moitié des émissions totales et émettent 2,3 fois plus que la moyenne mondiale. Les auteurs préconisent la mise en place d'une taxe carbone mondiale progressive sur le CO2, qui aboutirait à une participation nord-américaine à hauteur de 46,2 % des fonds, à une participation européenne de l’ordre de 16 % et à une contribution chinoise de 12 % ; ou bien un financement assuré par les 1 % des plus gros émetteurs (soit les individus émettant 9,1 fois plus que la moyenne mondiale) : l’Amérique du Nord contribuerait alors à hauteur de 57,3 % des efforts, contre 15 % pour l’Europe et 6 % pour la Chine,.
Selon Lucas Chancel, « plusieurs travaux portant sur de nombreux pays ont montré que le revenu (ou le niveau de dépense, qui lui est fortement associé) est le principal facteur expliquant les différences d’émission de CO2e, entre individus à l’intérieur des pays »,. Il précise que les émissions directes — « produites sur le lieu d’utilisation de l’énergie (par une chaudière à gaz ou le pot d’échappement d’une voiture, par exemple » — augmentent « moins que proportionnellement » par rapport aux revenus : « Il y a une limite à la quantité de chaleur dont nous avons besoin chaque jour ou au volume d’essence que nous pouvons mettre dans notre voiture (et ceux qui ont plusieurs voitures ne peuvent pas les conduire toutes à la fois) ». En revanche, « il n’y a pas vraiment de limite à la quantité de biens et de services que l’on peut acheter avec son argent », ce qui correspond aux émissions indirectes — les « émissions nécessaires pour réaliser les services ou les biens que l’on consomme » — qui, elles, « sont davantage corrélées au revenu que les directes : pour les 20 % des Français et Américains les plus riches, elles représentent les trois quarts de leurs émissions totales, contre deux tiers pour les 20 % les plus modestes ». L'ingénieure-économiste Audrey Berry souligne que « le niveau d'émissions carbone varie en fait beaucoup au sein d'un même niveau de vie, avec de très fortes émissions chez certains individus pauvres et de très faibles émissions chez certains individus riches ».
En 2013, selon Chancel et Piketty, si les émissions des Français s’élèvent à 11 tonnes par personne et par an, les émissions des 10 % les plus modestes seraient d’environ 4 tonnes, contre 31 tonnes pour les plus aisés, soit près de huit fois moins. Ce rapport des émissions entre les 10 % les plus modestes et les 10 % les plus riches serait de 24 aux États-Unis (3,6 contre 84,5 tonnes), de 46 au Brésil (0,5 tonne contre 23) et de 22 au Rwanda (0,1 contre 2,2 tonnes). En 2023, Lucas Chancel et Yannic Rehm mettent en évidence le fait que l'empreinte carbone des 10 % les plus riches augmente fortement si on inclut les émissions liées à leurs placements financiers : en France, elle est de 16 tonnes si l’on ne considère que ce que les plus riches consomment, contre 10 tonnes en moyenne pour l'ensemble des Français, mais elle s'élève à 38 tonnes si l’on considère que ceux qui détiennent les entreprises sont responsables des émissions liées à ce qu’elles produisent.
En janvier 2020, l'Observatoire français des conjonctures économiques et l'Agence de l'environnement et de la maîtrise de l'énergie publient une étude qui confirme la relation positive entre le niveau de vie et les émissions de gaz à effet de serre en France,. Les émissions ne sont toutefois pas proportionnelles au revenu. L'étude obtient un ratio interdécile d'émissions de gaz à effet de serre inférieur de moitié à celui obtenu par Piketty et Chancel : 3,9 au lieu de 7,7 ; elle note une forte hétérogénéité au sein même des déciles de niveau de vie, ce qui tend à accréditer l'idée que le revenu ne saurait expliquer à lui seul le niveau d'empreinte carbone des ménages.

#### Responsabilités d'entreprises
Selon Richard Heede, de l'Institut de responsabilité climatique (Climate Accountability Institute), en supposant que les producteurs de combustibles fossiles seraient responsables des émissions dues à leurs produits, 103 entreprises sont à elles seules responsables de plus de 69,8 % des émissions mondiales de gaz à effet de serre entre 1751 et le début du XXIe siècle,, et les 20 entreprises les plus émettrices depuis 1965 (dont 12 détenues par des États) ont contribué à 35 % de l'ensemble des émissions de dioxyde de carbone et de méthane liés à l'énergie dans le monde.

## Méthode d'agrégation des résultats de mesure
Jean-Marc Jancovici propose, dans l'outil de bilan carbone proposé par l'ADEME, trois démarches pour agréger les résultats de mesure :
- une approche interne, qui comptabilise les émissions que l'on engendre chez soi ;
- une approche « émissions intermédiaires », qui comptabilise les émissions qui correspondent à une partie des processus externes à l'activité, mais qui sont nécessaires pour permettre à l'activité d'exister sous sa forme actuelle. Les émissions intermédiaires sont très importantes dans le cas des activités de services ;
- une approche globale, qui estime la pression totale que l'on exerce sur l'environnement en matière de gaz à effet de serre.